# Светско првенство у рагбију 15 за младе играче до 20 година
Светско првенство у рагбију 15 за младе играче до 20 година (енгл. World Rugby U20 Championship) најелитније је међународно такмичење младих рагби 15 репрезентација. 
Такмичење организује Светска рагби федерација, а учествује 12 репрезентација. Последњепласирана млада репрезентација испада у нижи ешалон Трофеј. (енгл. World Rugby U20 Trophy)
У досадашњој историји највеће успехе су остварили млади новозеландски рагбисти.

## Историја
Омладински прваци Света у рагбију 15
- 2008. Нови Зеланд
- 2009. Нови Зеланд
- 2010. Нови Зеланд
- 2011. Нови Зеланд
- 2012. Јужноафричка Република
- 2013. Енглеска
- 2014. Енглеска
- 2015. Нови Зеланд
- 2016. Енглеска
- 2017. Нови Зеланд
- 2018. Француска
- 2019. Француска
- 2023. Француска
- 2024. Енглеска